# 井筒俊彦
井筒俊彦（1914年5月4日—1993年1月7日）是一位日本語言學家、伊斯蘭教、「形而上學」與東洋思想研究學者，畢業於慶應大學文學部。1957年，井筒俊彦将古兰经首次直接从阿拉伯文译成日文。

## 生平
出生于东京。他的父親是書法家，也是一個在家修禪者。

## 职务
- 1937年，慶應義塾大學文學學院英語系畢業。
- 1937年，慶應義塾大學文學部助理。
- 1942年，作為助理教授，同时兼任慶應義塾語言研究所职务（西脇順三郎、松本信広、辻直四郎、服部四郎、福原麟太郎、市河三喜共事）。
- 1954年，慶應義塾大學文學院教授。
- 1962年，慶應義塾大學言語文化研究所教授。
- 1961年－1970年中旬，加拿大麥吉爾大學（McGill University）教授和伊斯蘭研究所客座教授、伊朗皇家研究所教授、巴黎和瑞士Eranosu會議成員，國際科學院哲學研究員。
- 1981年，慶應義塾大學名譽教授。